# 笠原慶一
笠原 慶一（かさはら けいいち、1925年12月8日 - 2024年10月26日）は、日本の測地学者、地震学者、東京大学名誉教授。

## 略歴
栃木県足利市出身。
1948年東京帝国大学理学部地球物理学科卒、1960年理学博士。東大地震研究所助手、1961年助教授、65年教授。79-81年所長。86年定年退官、名誉教授、早稲田大学理工学部客員教授。2003年瑞宝中綬章。
2024年10月26日、病気のため死去。98歳没。

## 著書
- 『地震の科学 地学教室』恒星社厚生閣 1959
- 『地震の科学 大地震はどのようにして起きるか』恒星社厚生閣 地学・天文教室 1982
- 『防災工学の地震学』鹿島出版会 1988

著訳
- 『地震の力学 近代地震学入門』著訳 鹿島出版会 1983

### 共編
- 『玉川こども百科 20 地球』萩原尊礼共編 鈴木満 等絵 玉川大学出版部 1954
- 『岩波講座地球科学 10 変動する地球 1 現在および第4紀』杉村新共編　岩波書店 1978

## 論文
- <笠原慶一